# Aeroportul Béziers Cap d'Agde
Aeroportul Béziers Cap d'Agde (IATA: BZR, ICAO: LFMU) este un aeroport din Vias, Hérault, Occitania, Franța metropolitană, Franța ce deservește zona Béziers. Aeroportul a fost tranzitat în 2022 de 219.762 de pasageri. A fost numit după zona deservită.
Situat la o altitudine de 17 m, aeroportul dispune de 1 pistă.

## Infrastructură

### Piste
Aeroportul dispune de o singură pistă. Pista 10/28 are suprafața de asfalt și dimensiunile 2.000 m × 45 m. 